# Parque de Santa María (metropolitana di Madrid)
Parque de Santa María è una stazione della linea 4 della metropolitana di Madrid.
Si trova sotto alla calle de Santa Virgilia, nel distretto di Hortaleza.

## Storia
La stazione fu aperta al pubblico il 15 dicembre 1998, in corrispondenza dell'ampliazione della linea 4 dalla stazione di Mar de Cristal. È stata capolinea della linea fino all'11 aprile 2007.

## Accessi
Vestibolo Parque de Santa María
- Santa Virgilia: Calle de Santa Virgilia 1
- Los Arcos: Calle de Los Arcos 3
- Ascensor: Calle de Santa Virgilia